# Stenotabanus pseudotaeniotes
Stenotabanus pseudotaeniotes är en tvåvingeart som beskrevs av Krober 1929. Stenotabanus pseudotaeniotes ingår i släktet Stenotabanus och familjen bromsar. Inga underarter finns listade i Catalogue of Life.